# محمد القحوم
محمد سالم القحوم (1991-) مؤلف وموزع موسيقي يمني. مؤسس ورئيس شركة "صدى الإبداع" للإنتاج الموسيقي، التي تأسست عام 2006 في اليمن، ومقرها الرئيسي حالياً في الإمارات العربية المتحدة.

## سيرة
ولد محمد سالم القحوم في مدينة تريم بمحافظة حضرموت عام 1991 وحصل على بكالوريوس في الهندسة المدنية من جامعة حضرموت، اليمن. بعد ذلك انخرط في الحقل الفني عبر تلقي العديد من الدورات الموسيقية في المعهد الوطني للموسيقى في العاصمة الأردنية عمّان، كما تدرّب على يد الأكاديمي محمد سعد باشا، رئيس قسم التأليف والقيادة - معهد الكونسرفتوار والمايسترو بدار الأوبرا المصرية، والدكتور أيمن الشعراوي، أستاذ بكلية التربية الموسيقية بجامعة حلوان.
عمل في مجال الهندسة الصوتية والتوزيع الموسيقي بين العامين 2004 و2017 وأسس في العام 2006 شركة وأستوديوهات "صدى الإبداع" في اليمن.

## أعمال
ألّف القحوم العديد من الأعمال والمشاريع الموسيقية. كما نشر أعماله الموسيقية والفنية عبر قناته على اليوتيوب والتي حصدت الملايين من المشاهدات. وتخصص في صناعة الهويات الموسيقية والموسيقى التصويرية للأفلام والمسلسلات التلفزيونية والإعلانات والبرامج التلفزيونية، إضافة إلى تعاونه الفني مع مجموعة من المطربين والفنانين المشاهير في الوسط الفني.
لكن تظل أهم أعماله هو مشروعه الذي حمل عنوان "السيمفونيات التراثية" والذي أطلقه في العام 2019 والهادف إلى تسليط الأضواء العالمية على الفنون اليمنية التراثية. أحيى المشروع عدداً من الحفلات حول العالم أهمها:
- "الأوركسترا الحضرمية"، كوالالمبور، ماليزيا (2019): 90 عازفًا من الصين، الهند، ماليزيا، اليابان وأوزبكستان، بالإضافة إلى عازفي الآلات التراثية اليمنية.[2]
- "نَغَم يمني على ضفاف النيل"، القاهرة، مصر (2022): 120 عازفا أوركسترالياً وموسيقياً تراثياً من اليمن ومصر ودول أخرى.[3]
- "نغم يمني في باريس"، باريس، فرنسا (2023): 70 عازفاً تراثياً من اليمن ودول عربية، مع عازفي الأوركسترا من فرنسا.
- "الأوركسترا الحضرمية"، الكويت، الكويت (2024): أولى حفلات المشروع في دول الخليج العربي.
- "نغم يمني في الدوحة"، الدوحة، قطر (2024): 12 مقطوعة تراثية بأسلوب أوركسترالي، مع عشرات العازفين من اليمن وجنسيات عربية أخرى، إضافة إلى أوركسترا قطر الفلهارمونية.[4]
- "الاوكسترا اليمنية"، الرياض، السعودية (2024)[5]